# Nierst
Nierst is een plaats in de Duitse deelstaat Noordrijn-Westfalen, en stadsdeel van de gemeente Meerbusch. Nierst heeft een oppervlakte van 7,22 km².
Tot 31 december 1969 was Nierst een half-zelfstandige gemeente, die deel was van het zogenoemde Amt Lank.
Op 1 januari 1970 werd het Amt Lank (met de deelgemeenten Lank-Latum, Strümp, Ilverich, Ossum-Bösinghoven, Langst-Kierst en Nierst) opgeheven en in verband met een gemeentelijke herindeeling met de gemeenten Osterath en Büderich samengevoegd tot de nieuwe gemeente Stadt Meerbusch.
De gemeente Stadt Meerbusch hoort bij het district Rhein-Kreis Neuss.
| plaatsen in de buurt | plaatsen in de buurt | plaatsen in de buurt | plaatsen in de buurt | plaatsen in de buurt |
| -------------------- | -------------------- | -------------------- | -------------------- | -------------------- |
| Gellep-Stratum       |                      | DU-Serm              |                      | D-Bockum             |
|                      |                      |                      |                      |                      |
| Lank-Latum           | Wittlaer             |                      |                      |                      |
|                      |                      |                      |                      |                      |
| Ilverich             |                      | Langst-Kierst        |                      | Kaiserswerth         |